# 2018 en catch
Chronologie du catch
- 2017 en catch - 2018 en catch - 2019 en catch

## Événements

### Janvier
- 4 janvier : La New Japan Pro Wrestling (NJPW) organise Wrestle Kingdom 12 (en).
- 27 janvier : La World Wrestling Entertainment (WWE) organise NXT Takeover: Philadelphia[1].
- 28 janvier : La WWE organise le Royal Rumble[1].

### Février
- 25 février : La WWE organise Elimination Chamber[1].

### Mars
- 11 mars : La WWE organise Fastlane[1].

### Avril
- 6 avril : La WWE organise NXT Takeover: New Orleans[1].
- 8 avril : La WWE organise WrestleMania 34[1].

### Mai
- 6 mai : La WWE organise Backlash[1].

### Juin
- 16 juin : La WWE organise NXT TakeOver: Chicago II[1].
- 17 juin : La WWE organise Money in the Bank[1].

### Juillet
- 15 juillet : La WWE organise Extreme Rules[2]

### Août
- 18 août : La WWE organise NXT Takeover: Brooklyn IV[1].
- 19 août : La WWE organise SummerSlam[1].

### Septembre
- 1er septembre : Cody Rhodes et les Young Bucks organisent All In[3]
- 16 septembre : La WWE organise Hell in a Cell[2].

### Octobre
- 6 octobre : La WWE organise WWE Super Show-Down[2]

### Novembre
- 17 novembre : La WWE organise NXT TakeOver: WarGames II[1].
- 18 novembre : La WWE organise Survivor Series[1].

### Décembre
- 16 décembre : La WWE organise TLC: Tables, Ladders and Chairs[2].

## Débuts
- 8 avril : Ronda Rousey[4]

## Retraites
- Gail Kim (2000 - 3 février 2018)[5]
- Paige (2006 - 9 avril 2018)[6]
- Ayako Hamada (9 août 1998 - 18 juillet 2018)[7]
- Alex Shelley (2 mars 2002 - 23 juillet 2018)[8]
- Enzo Amore (25 octobre 2012 - 15 août 2018)[9]

## Morts en 2018
- 2 janvier : Emily Dole (en), 60 ans[10].
- 4 avril : Johnny Valiant (né Thomas M. Sullivan), mort dans un accident de la route, 71 ans[11].
- 18 avril :
  - Bruno Sammartino, 82 ans[12].
  - Paul Jones (en), 75 ans[13]
- 1er mai : Universo 2000 (de son vrai nom Andres Reyes Gonzalez), 55 ans[14].
- 1er juin : Rockin' Rebel (de son vrai nom Chuck Williams), suicide après avoir tué sa femme, 52 ans[15].
- 18 juin : Big Van Vader (de son vrai nom Leon White), mort à la suite d'une pneumonie, 63 ans[16].
- 29 juin : Matt Cappotelli (en), mort d'un cancer du cerveau, 38 ans[17].
- 14 juillet : Masa Saito, 76 ans[18]
- 20 juillet : Rayo de Jalisco (en) (né Maximo Linares Moreno), 85 ans[19].
- 29 juillet :
  - Brickhouse Brown (en) (né Frederick Seawright), mort d'un cancer de la prostate, 57 ans[20].
  - Nikolai Volkoff (né Josip Nikolai Peruzović), 70 ans[21].
  - Brian Christopher Lawler, suicide par pendaison, 46 ans[22].
- 13 août : Jim Neidhart, mort à la suite d'une chute à la tête, 63 ans[23].
- 21 août : Villano III (né Arturo Diaz Mendoza), accident vasculaire cérébral, 66 ans[24].
- 27 août : Aya Koyama, cancer du sein, 45 ans[25].
- 30 août : Ray, cancer du cerveau, 36 ans[26].
- 4 septembre : Lee Wang-pyo (en), cancer de la vésicule biliaire, 64 ans[27].
- 8 octobre : Hiroshi Wajima (en), cancer de la gorge, 70 ans[28].
- 13 octobre : Don Leo Jonathan (en), 87 ans[29].
- 6 novembre : José Lothario, 83 ans[30].
- 5 décembre : Dynamite Kid (né Thomas Billington), 60 ans[31].
- 6 décembre : Larry Hennig, insuffisance rénale, 82 ans[32].